# سرو آرناس
سرو آرناس (به اسپانیایی: Cerro Arenas) یک کوه در شیلی است که در شیلی واقع شده‌است. سرو آرناس ۴٬۴۵۰ متر بالاتر از سطح دریا واقع شده‌است.